# 拉赛堡
拉赛堡（法語：Lassay-les-Châteaux，法語發音：[lasɛ le ʃato]）是法国马耶讷省的一个市镇，属于马耶讷区。

## 地理
拉赛堡（48°26'15"N, 0°29'46"W）面积57.63 平方千米，位于法国卢瓦尔河地区大区马耶讷省，该省份为法国西北部内陆省份，北起芒什省和奧恩省，西接伊勒-维莱讷省，南至曼恩-卢瓦尔省，东临萨尔特省。
与拉赛堡接壤的市镇（或旧市镇、城区）包括：勒乌索-布雷蒂尼奥勒、昂布里耶尔莱瓦莱、尚特里涅、沙尔希涅、谢韦涅迪曼、勒奥尔、圣于连迪泰鲁、圣玛丽迪布瓦、蒂伯夫、瑞维尼-瓦勒当代讷。

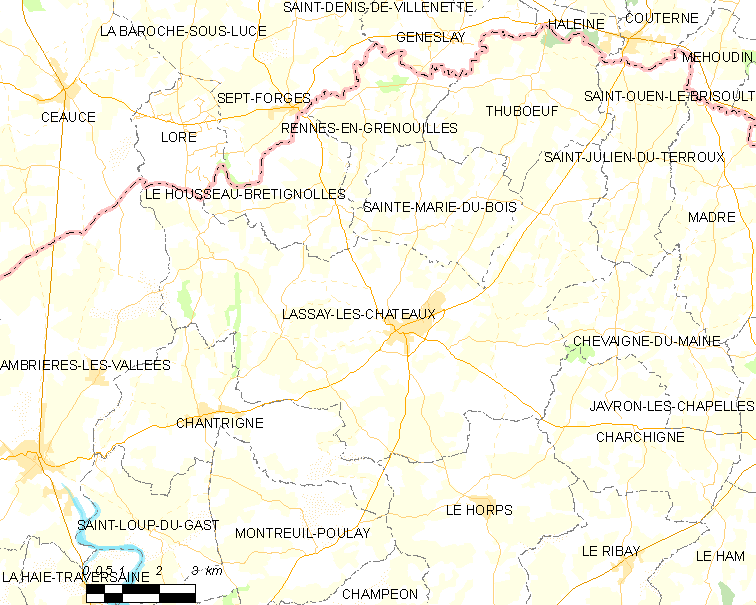
拉赛堡的OSM定位图

拉赛堡的时区为UTC+01:00、UTC+02:00（夏令时）。

## 行政
拉赛堡的邮政编码为53110，INSEE市镇编码为53127。

## 政治
拉赛堡所属的省级选区为拉赛堡县。

## 人口

1962-2008年间拉赛堡人口变化图示

拉赛堡于2022年1月1日时的人口数量为2243人。